# 三ツ沢貝塚
座標: 北緯35度28分20.9秒 東経139度36分39.3秒 / 北緯35.472472度 東経139.610917度
三ツ沢貝塚（みつざわかいづか/みつさわかいづか）は神奈川県横浜市神奈川区沢渡、同区三ツ沢東町、同区三ツ沢南町にまたがって所在する縄文時代中期から後期を主体とする貝塚・環状集落。横浜市登録地域文化財の地域史跡に登録されている。

## 概要
横浜市東部、JR横浜駅周辺の市街地が広がる帷子川の沖積地の北に位置する標高30メートル程の丘陵地帯の一角で、北側を滝ノ川に、南側をその小枝谷によって開析され、東に細長く延びた舌状台地の上部に立地する。県遺跡番号「神奈川区№53」・市遺跡番号「神奈川区№68」。
1905年（明治38年）秋、イギリスから来日し、先史時代に造詣の深かった医師で考古学者のニール・ゴードン・マンロー（Neil Gordon Munro、1863年6月16日 - 1942年4月11日）によって発見される。その年から翌年の1906年（明治39年）春にかけて、マンローや八木奘三郎らによる発掘調査が行われ、多量の貝層やそれに含まれる縄文土器・石器・人骨などの遺物のほか、竪穴建物などの遺構を検出した。
貝層は、県立横浜翠嵐高等学校東側の、台地の斜面落ち際を中心として数か所に分布している。貝層の厚さは30～40センチメートル、厚いところでは約1メートルを測る。含まれる貝はハマグリやカガミガイ・シオフキ・アカニシなどで、海に棲む貝類からなるいわゆる純鹹（じゅんかん）貝塚である。
出土する土器類は、縄文時代後期の堀之内2式土器や加曽利B式を中心とするが、勝坂式土器、阿玉台式土器、加曾利E式土器などの中期の土器も含まれる。これらの出土遺物は、マンローらによって東京帝室博物館（現・東京国立博物館）に寄贈されたほか、一部はマンローの故郷であるスコットランドの国立博物館にも送られ、現地で保管されている。
2013年（平成25年）に横浜市歴史博物館が開催した企画展「N.G.マンローと日本考古学-横浜を掘った英国人学者」ではスコットランドに送られた遺物も含めた調査が行われ、当貝塚の規模が改めて評価された。

## 現状
かつて畑地や山林に覆われていた三ツ沢貝塚のある台地は大部分が宅地化し、個人住宅やマンションが建ち並んでいるが、貝塚の埋蔵文化財包蔵地範囲は『横浜市文化財地図』および市の行政地図情報システムにより周知されており、宅地や道路の下には今もなお貝層や遺構が残っていることから、開発行為などの際には発掘調査が継続的に行われている。
また、1988年（昭和63年）には横浜市登録地域文化財（史跡）に登録され、県立横浜翠嵐高等学校東側の道路沿いに解説板が設置されている。また、台地北側下の、滝ノ川（暗渠）緑道入り口にも解説板がある。